# جان-فرانسوا بازين
جان-فرانسوا بازين هو كاتب وصحفي وأمين متحف وسياسي فرنسي، ولد في 26 يوليو 1942 في ديجون في فرنسا، وتوفي بنفس المكان في 17 أبريل 2020. نشط حزبياً في التجمع من أجل الجمهورية. وقد انتخب أمين متحف  (1974 – 1992) وانتخب المستشار الإقليمي لبرغونية ‏ (17 أبريل 1993 – 1 أبريل 1998).